# Forcipomyia nigeriensis
Forcipomyia nigeriensis är en tvåvingeart som beskrevs av Ingram och John William Scott Macfie 1924. Forcipomyia nigeriensis ingår i släktet Forcipomyia och familjen svidknott.
Artens utbredningsområde är Nigeria. Inga underarter finns listade i Catalogue of Life.